# Joel Thomas (sportiv)
Joel Thomas (n. 13 decembrie 1966, Pasadena, California, SUA) este un înotător american, medaliat olimpic. A participat la o ediție a Jocurilor Olimpice (1992) în care a câștigat două medalii de aur.